# Championnats du monde de cyclo-cross 2014
Navigation
Édition précédente Édition suivante
Les Championnats du monde de cyclo-cross 2014 sont la 65e édition des championnats du monde de cyclo-cross. Ils se déroulent du 1er au 2 février 2014 à Hoogerheide, aux Pays-Bas.

## Organisation
Les championnats du monde sont organisés sous l'égide de l'Union cycliste internationale.
Les horaires de course sont donnés en heure locale.
| Samedi 1er février - 11 h 00 : Juniors - 15 h 00 : Femmes élites | Dimanche 2 février - 11 h 00 : Moins de 23 ans - 15 h 00 : Hommes élites |

## Présentation

### Favoris
Hommes Elites
Champion du monde en titre, et récent Champion de Belgique, Sven Nys part grand favori. Les Belges pourront également compter sur Niels Albert, deuxième de la Coupe du monde cette saison. Malgré tout, vainqueur de ce trophée, le Néerlandais Lars van der Haar se présente comme le plus dangereux adversaire de Nys. Philipp Walsleben, troisième de la Coupe du monde et régulier dans ses résultats, peut également prétendre à une place sur le podium, tout comme le Français Francis Mourey, vainqueur à Namur et deuxième de deux autres manches de Coupe du monde. Il faut noter également la présence du double champion du monde Zdeněk Štybar, malgré très peu de cyclo-cross courus cette saison.
Kevin Pauwels, en deçà cette saison, ne fait pas figure de favori à une place sur le podium.
Femmes Elites
Vainqueur de cinq manches de la Coupe du monde et du classement final, l'Américaine Katherine Compton fait figure de favorite, tout comme Marianne Vos, six fois championne du monde et tenante du titre. Ce duel devrait être arbitré de loin par les Britanniques Nikki Harris et Helen Wyman, ainsi que Lucie Chainel-Lefèvre, Sanne Cant et Eva Lechner qui devraient se battre pour une place sur le podium.
Hommes Espoirs
Dans cette catégorie également, la course devrait se résumer à un duel. En effet, le Néerlandais Mathieu van der Poel, éblouissant pour sa première année dans la catégorie espoirs et même vainqueur du Cyclo-cross de Kalmthout avec les professionnels, sera sans doute opposé au Belge Wout van Aert, deuxième de la Coupe du monde. Au-delà de ces deux coureurs, le duel sera belgo-néerlandais, avec notamment Laurens Sweeck, Gianni Vermeersch, le Champion d'Europe Michael Vanthourenhout, David van der Poel ainsi que le champion du monde espoirs en titre Mike Teunissen.
Hommes Juniors
Ici également, deux crossmen sortent du lot. Il s'agit du Belge Yannick Peeters et du Tchèque Adam Toupalik. Ce dernier fut vainqueur de la Coupe du monde dans sa catégorie et de trois manches cette saison. Dans les outsiders, on trouve le Néerlandais Joris Nieuwenhuis, les Belges Thijs Aerts et Kobe Goossens, et les Français Lucas Dubau et Yan Gras.

### Les grands absents[1]
Plusieurs crossmen habitués des championnats du monde de cyclo-cross sont absents lors de cette édition à Hoogerheide. Bart Wellens, touché par des problèmes de dos, a été écarté par le sélectionneur belge Rudy De Bie. Ce dernier a également choisi de laisser sur la touche Bart Aernouts, pourtant huitième du classement final de la Coupe du monde, Jim Aernouts et Dieter Vanthourenhout. Le Néerlandais Twan van der Brand est finalement écarté. Alors que la sélection néerlandaise pouvait comporter sept coureurs. Johan Lammerts, le sélectionneur choisit d'aligner seulement six coureurs. Les champions nationaux Marco Aurelio Fontana ainsi que Lukas Flückiger ne sont pas non plus au départ, faute de désintéressement et d'un nombre de courses internationales disputées trop faible. C'est le cas également pour le champion du Canada Geoff Kabush, ayant stoppé sa saison.

## Résultats

### Hommes
| Épreuves        | Or            | Argent                 | Bronze               |
| --------------- | ------------- | ---------------------- | -------------------- |
| Élites          | Zdeněk Štybar | Sven Nys               | Kevin Pauwels        |
| Moins de 23 ans | Wout van Aert | Michael Vanthourenhout | Mathieu van der Poel |
| Juniors         | Thijs Aerts   | Yannick Peeters        | Jelle Schuermans     |

### Femmes
| Épreuves | Or           | Argent      | Bronze      |
| -------- | ------------ | ----------- | ----------- |
| Élites   | Marianne Vos | Eva Lechner | Helen Wyman |

## Classements

### Course masculine
| Pos                                | Cycliste               | Pays               |    | Temps           |
| ---------------------------------- | ---------------------- | ------------------ | -- | --------------- |
| Médaille d'or, Coupe du Monde      | Zdeněk Štybar          | République tchèque | en | 1 h 05 min 30 s |
| Médaille d'argent, Coupe du Monde  | Sven Nys               | Belgique           | +  | 12 s            |
| Médaille de bronze, Coupe du Monde | Kevin Pauwels          | Belgique           |    | 40 s            |
| 4.                                 | Klaas Vantornout       | Belgique           |    | 58 s            |
| 5.                                 | Tom Meeusen            | Belgique           |    | 1 min 07 s      |
| 6.                                 | Lars van der Haar      | Pays-Bas           |    | 1 min 21 s      |
| 7.                                 | Rob Peeters            | Belgique           |    | 1 min 42 s      |
| 8.                                 | Francis Mourey         | France             |    | 1 min 52 s      |
| 9.                                 | Radomír Šimůnek junior | République tchèque |    | 2 min 03 s      |
| 10.                                | Wietse Bosmans         | Belgique           |    | 2 min 10 s      |

### Course féminine
| Pos                                | Cycliste          | Pays        |    | Temps       |
| ---------------------------------- | ----------------- | ----------- | -- | ----------- |
| Médaille d'or, Coupe du Monde      | Marianne Vos      | Pays-Bas    | en | 39 min 25 s |
| Médaille d'argent, Coupe du Monde  | Eva Lechner       | Italie      | +  | 1 min 07 s  |
| Médaille de bronze, Coupe du Monde | Helen Wyman       | Royaume-Uni |    | 1 min 17 s  |
| 4.                                 | Sanne Cant        | Belgique    |    | 1 min 20 s  |
| 5.                                 | Nikki Harris      | Royaume-Uni |    | 2 min 33 s  |
| 6.                                 | Lucie Chainel     | France      |    | 2 min 44 s  |
| 7.                                 | Loes Sels         | Belgique    |    | 2 min 47 s  |
| 8.                                 | Thalita de Jong   | Pays-Bas    |    | 2 min 52 s  |
| 9.                                 | Katherine Compton | États-Unis  |    | 2 min 58 s  |
| 10.                                | Caroline Mani     | France      |    | 2 min 59 s  |

### Course moins de 23 ans
| Pos                                | Cycliste               | Pays               |    | Temps       |
| ---------------------------------- | ---------------------- | ------------------ | -- | ----------- |
| Médaille d'or, Coupe du Monde      | Wout van Aert          | Belgique           | en | 49 min 35 s |
| Médaille d'argent, Coupe du Monde  | Michael Vanthourenhout | Belgique           | +  | 50 s        |
| Médaille de bronze, Coupe du Monde | Mathieu van der Poel   | Pays-Bas           |    | 1 min 35 s  |
| 4.                                 | Laurens Sweeck         | Belgique           |    | 1 min 19 s  |
| 5.                                 | Toon Aerts             | Belgique           |    | 1 min 26 s  |
| 6.                                 | David van der Poel     | Pays-Bas           |    | 2 min 09 s  |
| 7.                                 | David Menut            | France             |    | 2 min 24 s  |
| 8.                                 | Tomáš Paprstka         | République tchèque |    | 2 min 37 s  |
| 9.                                 | Gert-Jan Bosman        | Pays-Bas           |    | 2 min 37 s  |
| 10.                                | Gianni Vermeersch      | Belgique           |    | 2 min 44 s  |

### Course juniors
| Pos                                | Cycliste          | Pays     |    | Temps       |
| ---------------------------------- | ----------------- | -------- | -- | ----------- |
| Médaille d'or, Coupe du Monde      | Thijs Aerts       | Belgique | en | 45 min 55 s |
| Médaille d'argent, Coupe du Monde  | Yannick Peeters   | Belgique | +  | 10 s        |
| Médaille de bronze, Coupe du Monde | Jelle Schuermans  | Belgique |    | 12 s        |
| 4.                                 | Joris Nieuwenhuis | Pays-Bas |    | 13 s        |
| 5.                                 | Kobe Goossens     | Belgique |    | 22 s        |
| 6.                                 | Johan Jacobs      | Suisse   |    | 35 s        |
| 7.                                 | Eli Iserbyt       | Belgique |    | 42 s        |
| 8.                                 | Yan Gras          | France   |    | 58 s        |
| 9.                                 | Sieben Wouters    | Pays-Bas |    | 1 min 10 s  |
| 10.                                | Hugo Pigeon       | France   |    | 1 min 19 s  |

## Tableau des médailles
| Rang | Nation      | Or | Argent | Bronze | Total |
| ---- | ----------- | -- | ------ | ------ | ----- |
| 1    | Belgique    | 2  | 3      | 2      | 7     |
| 2    | Pays-Bas    | 1  | 0      | 1      | 2     |
| 3    | Tchéquie    | 1  | 0      | 0      | 1     |
| 4    | Italie      | 0  | 1      | 0      | 1     |
| 5    | Royaume-Uni | 0  | 0      | 1      | 1     |